# Ponte do Piqueri
A Ponte do Piqueri - Joelmir Beting é uma ponte que cruza o rio Tietê, na cidade de São Paulo, no Brasil. Constitui parte do sistema viário da Marginal Tietê. Ela interliga a avenida General Edgar Facó, na Freguesia do Ó/Pirituba, à avenida Ermano Marchetti, na Lapa.
Por força da Lei Ordinária 16.556/16, acresceu-se à denominação da ponte o nome de Joelmir Beting, jornalista brasileiro falecido em 2012.

## Topônimo
O nome é uma referência ao bairro do Piqueri, em Pirituba, que se conecta à ponte. Esse nome é originado de uma tribo indígena que habitava o trecho situado na confluência do Ribeirão Tatuapé e o Rio Grande, atualmente o Rio Tietê.